# Братский мост (Луцк)
Братский Мост (укр. Братський Міст) — старейший в Луцке мост через рукав Стыра Глушец, соединявщий остров, на которой образовался город, с сушей. 
В разные времена назывался Глушецким, Базилианским, Братским, Казимира Великого.
В настоящее время частично восстановлен в виде памятника на одноимённой площади.

## История
В 1149 году остров, на котором размещался «град» Луцк, соединялся с сушей длинной плотиной посреди болота с мостом через рукав Стыра Глушец.
По этой плотине проходила единственная дорога связующая укрепление с окрестностями.
В княжеские времена Глушецкий мост считался стратегическим и был самым длинным.
Выводящий из Старого города Глушецкий мост долгое время был местом прощания с Луцком, с традиционным ритуалом бросания с моста в воду какой-то вещи, для того, чтобы позже сюда вернуться.
Во время последующей расчистки русла в этом месте было найдено значительное количество керамических трубок и монет.
В начале XVIII в., когда размещённый рядом монастырь Крестовоздвиженского братства перешёл под опеку монастырского ордена василиан, мост стал называться Василианским, или в польском звучании Базилианским.
В конце XVIII века, когда Волынь вошла в Российскую империю, мост стали называть Братским.
Как писал польский писатель Юзеф Крашевский, с моста открывался самый лучший вид на Луцкий замок.
Летом 1812 года, Братский мост, как и остальные мосты и переправы города были сожжён приказом командующего 3-й обсервационной армией генерала А. П. Тормасова.
Судя по планам города 1837, 1839 и 1844 года мост через Глушец имел в длину 13,9 сажени (29,7 м) и в ширину 4,4 сажени (9,4 м).
В 1845 году мост пострадал в результате разлива Стыра, и вызванного им наводнения.
Однако так как он был признан необходимым «для внутреннего соединения городских частей», затраты на его строительство не могли быть возложены на Луцкое земство.
В 1924 году, на месте деревянного моста через Глушец был построен железобетонный, названный в честь польского короля Казимира Великого.
Лучане же традиционно называли его Братским, Базилианским или Глушецким.
Через некоторое время по краям нового моста установили бюсты четырёх выдающихся польских деятелей: поэта и драматурга Юлиуша Словацкого, учёного и просветителя Тадеуша Чацкого, писателя и художника Юзефа Игнация Крашевского и писателя, лауреата Нобелевской премии по литературе 1905 года Генриха Сенкевича.
По заказу луцкого магистрата эти скульптуры выполнил в Варшаве Аполлинарий Гловинский (пол. Apollinary Głowiński).
- Юлиуш Словацкий
- Тадеуш Чацкий
- Юзеф Игнаций Крашевский
- Генрих Сенкевич

Во время реконструкции перекрёстка в 1960-х годах Братский мост разобрали, а украшавшие его скульптуры исчезли.
На пороге XXI века часть исторического Братского моста расчистили от асфальта устроив своеобразный памятник.